# Татищево
Тати́щево — посёлок городского типа (с 1965 года) в Саратовской области России, административный центр Татищевского района. Образует одноимённое Татищевское городское поселение как единственный населённый пункт в его составе.

## География
Посёлок расположен на реке Идолге (левый приток реки Медведица), в правобережье Саратовской области, в 40 км северо-западнее областного центра города Саратова.

## История
Населённый пункт основан в 1890 году. Статус посёлка городского типа с 1965 года.
Основа нынешнего Татищева — посёлок Мещановка (улицы Советская, Красноармейская, Аткарская, Октябрьская и Первомайская) возник в середине XIX века на землях Саратовской городской управы, на землях саратовских мещан. Взяв в аренду у Саратовского муниципалитета землю в пойме реки Идолга, они образовали посёлок «Мещановка» при Елшанском земельном обществе 4-го землемерно-технического района Саратовской губернии. Основным занятием переселенцев было земледелие. Первое поселение размещалось вдоль берега реки Идолга и представляло собой одну улицу в 60 дворов (ныне ул. Советская).
Своё значение и развитие Мещановка приобрела в связи со строительством Рязано-Уральской железной дороги в 70-х годах XIX столетия. (Участок РУЖД Козлов — Саратов введен в эксплуатацию в 1871 году). Строительство железной дороги велось на средства акционерного общества купцов, заинтересованных в ускоренной транспортировке соли с озёр Эльтон и Баскунчак, а также саратовской пшеницы.

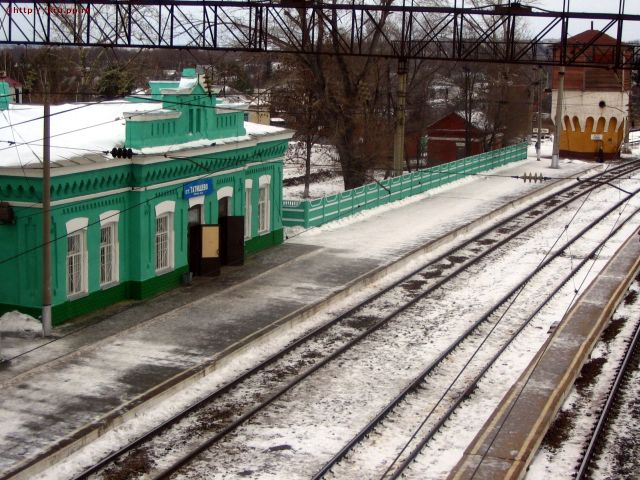
Железнодорожный вокзал станции Татищево (2004)

На участке железной дороги Козлов (Мичуринск) — Саратов, возле села Мещановки была построена станция Марииновка, по имени Мариинской колонии питомцев (воспитанников) Московского воспитательного дома, располагавшегося в Николаевском городке (ныне село Октябрьский городок). На месте сегодняшнего железнодорожного вокзала стояло двухэтажное здание станции. Вблизи было построено 5 жилых домов для железнодорожников. В 1908—1910 годах был построен железнодорожный вокзал, здание которого сохранилось и работает, а напротив — склады, куда купцы свозили скупленное у крестьян зерно и сельхозпродукты. Первопоселенцами станции Марииновки были железнодорожники, жившие при станции, и грабари (перевозчики грунта на насыпь железной дороги), их поселение располагалось на нынешних улицах Лагерной и части Железнодорожной.
В 1905 году произошло переименование станции ввиду того, что на Донецкой железной дороге оказалась одноимённая станция, что создавало трудности в доставке грузов. Станции Марииновке приказом министра путей сообщения было присвоено имя Василия Никитича Татищева, видного учёного, историка, государственного деятеля времён Петра I. В тот год исполнилось 155 лет со дня его смерти.
Параллельно развитию станции Марииновки разрасталось население посёлка Мещановки, располагавшегося по противоположную сторону от станции. На плодородные чернозёмные земли Саратовской губернии потянулись мещане Смоленской, Рязанской, Московской губерний.
9 марта 1920 г. общий сход жителей Мещановки единогласно постановил выделить посёлок Мещановку из Елшанского земельного общества с правом организации сельского совета. Тогда в Мещановке было 67 дворов и жило в них 396 человек.
1 августа 1928 года на базе четырёх волостей Саратовского и Аткарского уездов был образован Татищевский район. В него вошли 15 сельских Советов Курдюмской, 8 - Вязовской, 5 -Кологривовской, 2 - Лысогорской волостей. На день образования в районе имелось 106,95 тысяч гектаров земли, 125 населённых пунктов, 38 тысяч человек населения, 27 сельских Советов, 22 колхоза, 4 мельницы, 5 красных уголков с библиотеками, 5 изб-читален, 10 нардомов, 6 медучастков, 3 амбулатории, 3 больницы и 42 школы. Неграмотных жителей в возрасте от 8 до 50 лет в районе было свыше 10 тысяч. Район имел сельскохозяйственное направление. Посевная площадь составляла 42,235 тысячи гектаров, которые обрабатывались рабочим скотом. В районе насчитывалось 11 тысяч голов крупного рогатого скота, около 50 тысяч овец, 2,8 тысяч свиней и 101 пасека. Телефонная связь существовала в 5 сельсоветах — Кувыкском, Идолгском, Широкинском, Курдюмском, Татищевском. Так как в деревне не оказалось ни одного здания, пригодного для размещения органов власти, райисполком два года располагался в Октябрьском Городке.
Первостепенную роль в образовании райцентра в Мещановке в очередной раз сыграла железная дорога, а именно — близость станции Татищево. До момента организации в Мещановке районного центра (1928 г.) населённый пункт представлял собой малозначительный, малочисленный неприметный населённый пункт на 246 дворов с населением 1359 жителей. Социальный состав Мещановки был достаточно однороден: 997 середняков, 259 бедняков, 85 зажиточных домовладельцев, 10 батраков.
За годы Великой Отечественной войны в Красную Армию были призваны более 11 тысяч татищевцев. Станция Татищево и посёлок Мещановка являлись войсковым тылом, здесь формировались воинские части для отправки на фронт. Рядом был испытательный полигон, множество подсобных хозяйств, складов и военных баз, военные госпитали в Октябрьском Городке и в Елховке. В 1941 г. в военных лагерях Татищева формировались части польской армии Андерса.
После жестоких боев на подступах к Сталинграду 28-й танковый корпус был выведен в резерв в Татищево и переформирован в 4-й механизированный корпус в период с 18 сентября по 20 октября 1942 года..
К середине 1943 года в район с оккупированных территорий прибыло более трёх тысяч эвакуированных.
В 1955 г. Мещановка был электрифицирован.
15 января 1960 г. указом Президиума Верховного Совета СССР и решением исполкома Татищевского районного Совета село Мещановка было переименовано в посёлок Татищево по названию станции, Мещановский сельсовет получил название Татищевского поселкового совета. В Татищевский сельский совет входило 14 населённых пунктов. Сейчас из окрестных деревень, составлявших тогда территорию Татищевского сельсовета, не осталось ни одной. Население Татищева тогда составляло 3997 человек.
27 июля 1965 г. изменился административный статус Татищева, ему был присвоен статус рабочего посёлка.

## Климат
Климат умеренный континентальный.
- Среднегодовая температура воздуха +5,5 °C
- Среднегодовая относительная влажность воздуха 73 %. Среднемесячная от 56 % в мае до 87 % в ноябре.
- Среднегодовая скорость ветра 3,8 м/с. Среднемесячная от 3,1 м/с в августе до 4,3 м/с в январе и феврале [6].

| Показатель              | Янв. | Фев.  | Март  | Апр.  | Май  | Июнь | Июль | Авг. | Сен. | Окт.  | Нояб. | Дек.  | Год  |
| ----------------------- | ---- | ----- | ----- | ----- | ---- | ---- | ---- | ---- | ---- | ----- | ----- | ----- | ---- |
| Абсолютный максимум, °C | 10,0 | 7,1   | 16,7  | 29,9  | 34,0 | 40,0 | 40,5 | 39,8 | 39,4 | 28,1  | 19,6  | 9,7   | 40,5 |
| Средняя температура, °C | −9,1 | −9,6  | −4,1  | 6,8   | 14,3 | 18,9 | 20,9 | 19,2 | 13,0 | 5,8   | −2,2  | −7,5  | 5,5  |
| Абсолютный минимум, °C  | −41  | −39,5 | −32,8 | −18,6 | −8,6 | −2,3 | 3,2  | −0,3 | −6,3 | −21,6 | −28,9 | −38,1 | −41  |
| Норма осадков, мм       | 34   | 26    | 27    | 28    | 40   | 50   | 42   | 37   | 44   | 35    | 40    | 34    | 437  |
| Источник: .             |      |       |       |       |      |      |      |      |      |       |       |       |      |

## Население
| 1939  | 1959  | 1970    | 1975    | 1979    | 1989    | 2002  |
| ----- | ----- | ------- | ------- | ------- | ------- | ----- |
| 2230  | ↗3287 | ↗11 630 | ↗12 400 | ↗15 929 | ↗16 472 | ↘7432 |
| 2009  | 2010  | 2011    | 2012    | 2013    | 2014    | 2015  |
| ↗7656 | ↘7491 | ↗7492   | ↘7456   | ↘7338   | ↘7230   | ↗7277 |
| 2016  | 2017  | 2018    | 2019    | 2020    | 2021    |       |
| ↗7334 | ↗7532 | ↘7498   | ↘7433   | ↘7431   | ↘7235   |       |

## Экономика
Ведущей отраслью посёлка является сельское хозяйство, преимущественно животноводческого и птицеводческого направления.
Основные предприятия: птицефабрика и завод железобетонных конструкций.

## Транспорт
Железнодорожная станция Татищево Приволжской железной дороги на участке Саратов — Ртищево Рязанско-Уральского железнодорожного хода.

## Культура
Газета «Сельская Жизнь» — орган печати объединённого муниципального образования Татищевского района Саратовской области. Издаётся с 15 февраля 1930 года. Освещает все события, происходящие в жизни района, от политических новостей до обзора криминогенной ситуации в районе, периодически публикует интересные данные из истории края, в том числе основываясь на материалах районного архива. Имеется постоянная рубрика литераторов — поэтов и прозаиков Татищевского района. У газеты есть свой сайт в сети Интернет — «Сельская жизнь».
В Центральном Доме культуры работают вокальные и театральные студии, районный народный ансамбль танца и районный театр кукол.
В Татищевской детской школе искусств обучается 200 учащихся из Татищева, посёлка Октябрьский городок, села Вязовка, станции Курдюм, где открыты филиалы школы. В школе работает два отделения: музыкальное и художественное.

## Герб Татищевского муниципального образования

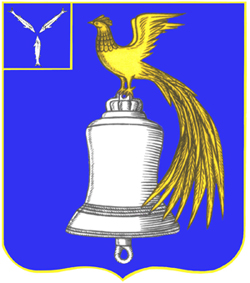
Герб Татищевского МО

Герб объединённого муниципального образования Татищевского района утвержден решением районного Совета 22 сентября 1999 года. Геральдическое описание: «В лазури (синем, голубом поле) на серебряном станционном колоколе изображена райская птица Гамаюн. В вольной части — герб Саратовской области (три положенные в валообразный крест сообращённые серебряные стерляди в лазоревом поле».
Основным элементом герба является станционный колокол, так как строительство железнодорожной станции с последующим слиянием её с деревней Мещановкой послужило началом зарождения районного центра.
Райская птица Гамаюн олицетворяет мир, счастье, богатство, к которому всегда стремились люди. Татищевскую землю осваивали переселенцы из Смоленской губернии, на гербе которой имеется изображение этой птицы. Присутствовала она и на гербе В. Н. Татищева, в честь которого и была названа станция, ставшая впоследствии центром всего района. Герб Саратова в правом верхнем углу указывает на административное и территориальное подчинение района.
В создании герба принимали участие жители района. Районным советом был утверждён вариант татищевца В. Н. Шубина.

## Достопримечательности
РТ-2ПМ2 «Тополь-М» (шахтного базирования).

## Знаменитости
В Татищево родились:
- советская киноактриса, заслуженная артистка РСФСР Данута Столярская[28] ,
- в деревне Новый Сокур (ныне не существует) Татищевского района родился выдающийся русский поэт Анатолий Передреев (1932—1987).